# Dieter Horstkotte
Dieter Horstkotte (* 4. Mai 1951 in Minden) ist ein deutscher Kardiologe und Hochschullehrer. Er war bis zum 15. August 2018 Direktor der Klinik für Kardiologie am Herz- und Diabeteszentrum Nordrhein-Westfalen, Bad Oeynhausen (Universitätsklinikum der Ruhr-Universität Bochum).

## Leben
Dieter Horstkotte studierte von 1971 bis 1978 Humanmedizin an der Universität Düsseldorf. 1980 wurde er approbiert. In der Zeit von 1980 bis 1987 schloss er Facharztausbildungen in der Kardiologie, Pneumologie und Angiologie, der Nephrologie und der Gastroenterologie erfolgreich ab. Von 1987 bis 1989 leitete er die interdisziplinäre internistische Intensivstation der Medizinischen Klinik und Poliklinik der Heinrich-Heine-Universität Düsseldorf. Seit 1989 war Horstkotte hier als Oberarzt der Klinik für Kardiologie, Pneumologie und Angiologie tätig, bevor er 1994 als Leitender Oberarzt der Kardiologie und Pulmologie zum Universitätsklinikum Benjamin Franklin nach Berlin wechselte.
1995 erfolgte seine Habilitation zum Thema Klinische und tierexperimentelle Untersuchungen zur mikrobiell verursachten Endokarditis. Drei Jahre später erhielt Horstkotte die C3-Professur für Innere Medizin mit Schwerpunkt Kardiologie und Pulmologie an der Freien Universität Berlin. Von November 1998 bis August 2018 war Dieter Horstkotte Direktor der Klinik für Kardiologie am Herz- und Diabeteszentrum Nordrhein-Westfalen in Bad Oeynhausen.
Seit 2000 ist Dieter Horstkotte Mitglied des Sektionsvorstandes „Innere Medizin, SP Kardiologie“ der Akademie für ärztliche Fortbildung der Ärztekammer Westfalen-Lippe und der Kassenärztlichen Vereinigung Westfalen-Lippe, zudem Mitglied des Instituts für medizinische und pharmazeutische Prüfungsfragen. Er ist Vorsitzender der Arbeitsgruppe „Infection, Thrombosis, Embolism and Bleeding“ der Society for Heart Valve Disease sowie Kuratoriumsmitglied der Stiftung „Der herzkranke Diabetiker“.  Horstkotte ist Mitglied zahlreicher nationaler und internationaler Fachgesellschaften sowie Mitherausgeber der wissenschaftlichen Zeitschriften Clinical Research in Cardiology, Journal of Heart Valve Disease und Minerva Cardiologica.

## Ehrungen
- 1986 Preis der Deutschen Gesellschaft für Zahn-, Mund- und Kieferheilkunde (DGZMK)[4]
- 1995 Hufeland-Preis (gemeinsam mit Bernt-Peter Robra)[5]
- 1997 Fritz-Acker-Preis der Deutschen Gesellschaft für Kardiologie[6]